# 黑水当归
黑水当归（学名：Angelica amurensis）是伞形科当归属的植物。分布在俄罗斯、朝鲜、日本以及中国大陆的东北各省及内蒙古等地，生长于海拔600米至900米的地区，见于灌丛、林缘、杂木林下、草地、山坡和河岸溪流旁，目前尚未由人工引种栽培。

## 别名
朝鲜当归（东北植物检索表）、叉子芹、碗儿芹（辽宁）